# Oxera
Oxera  é um gênero botânico da família Lamiaceae

## Espécies
Apresenta 43 espécies:
Oxera arborea Oxera baladica Oxera balansae
Oxera bignonioides Oxera brevicalyx Oxera cauliflora
Oxera comptonii Oxera cordifolia Oxera coriacea
Oxera coronata Oxera crassiflora Oxera crassifolia
Oxera floribunda Oxera glandulosa Oxera gmelinoides
Oxera heteromera Oxera inodora Oxera longifolia
Oxera macrocalyx Oxera merytifolia Oxera microcalyx
Oxera moorei Oxera morieri Oxera muelleri
Oxera neriifolia Oxera nuda Oxera oblongifolia
Oxera orchidioides Oxera oreophila Oxera ovata
Oxera palmatinervia Oxera pancheri Oxera pittosporifolia
Oxera pulchella Oxera robusta Oxera rugosa
Oxera schimperi Oxera sessilifolia Oxera sororia
Oxera suaveolens Oxera subverticillata Oxera sulfurea
Oxera vanuatuensis

## Nome e referências
Oxera Labillardière, 1824